# Comuna de Żelechlinek
Żelechlinek (polaco: Gmina Żelechlinek) é uma gminy (comuna) na Polónia, na voivodia de Lodz e no condado de Tomaszowski (łódzki). A sede do condado é a cidade de Żelechlinek.
De acordo com os censos de 2004, a comuna tem 3509 habitantes, com uma densidade 38,1 hab/km².

## Área
Estende-se por uma área de 92,01 km², incluindo:
- área agricola: 84%
- área florestal: 11%

## Demografia
Dados de 30 de Junho 2004:
|                      | Total   | Total | Mulheres | Mulheres | Homens  | Homens |
| -------------------- | ------- | ----- | -------- | -------- | ------- | ------ |
|                      | pessoas | %     | pessoas  | %        | pessoas | %      |
| População            | 3509    | 100   | 1744     | 49,7     | 1765    | 50,3   |
| Densidade (pop./km²) | 38,1    | 100   | 19       | 19       | 19,2    | 19,2   |

De acordo com dados de 2002, o rendimento médio per capita ascendia a 1337,42 zł.

## Comunas vizinhas
- Budziszewice, Czerniewice, Głuchów, Jeżów,Lubochnia, Rawa Mazowiecka